# Spizocorys obbiensis
La alondra de Obbia (Spizocorys obbiensis) es una especie de ave paseriforme de la familia Alaudidae.

## Distribución y hábitat
Esta alondra es endémica de Somalia, en el cuerno de África. Su hábitat natural son las zonas costeras tropicales de arbustos secos.